# رايموند هنت
رايموند هنت (17 سبتمبر 1921 في نيوزيلندا - 15 أغسطس 1994 في المملكة المتحدة) (بالإنجليزية: Raymond Hunt)‏ هو لاعب كريكت نيوزلندي.

## وصلات خارجية
- رايموند هنت على موقع إي آس بي آن كريك إنفو (الإنجليزية)